# Некрасовка (Гафурійський район)
Некра́совка (рос. Некрасовка, башк. Некрасовка) — присілок у складі Гафурійського району Башкортостану, Росія. Входить до складу Імендяшевської сільської ради.
Населення — 52 особи (2010; 61 в 2002).
Національний склад:
- росіяни — 41%
- башкири — 31%